# Калюжний Віталій Анатолійович
Калю́жний Віта́лій Анато́лійович, член Партії регіонів; ВР України, член фракції Партії регіонів (з 11.2007), член Комітету з питань податкової та митної політики (з 12.2007).
Народився 20 листопада 1979 (м. Донецьк).

## Освіта
2001 р. — Донецький державний технічний університет, спеціальність — «Інформаційні управлінські системи і технології», кваліфікація — «магістр інформаційних систем»

## Трудова діяльність
2000 р. — інженер-програміст відділу інформаційних технологій Закритого акціонерного товариства «Фірма ЮГ»
З жовтня 2001 по травень 2005 рр. — провідний розробник програмного забезпечення Закритого акціонерного товариства «Виробниче об'єднання „Київ-Конті“»

## Депутатська діяльність
З 2006 р. — Народний депутат України 5-го скликання від Партії регіонів, № 168 в списку. Член фракції Партії регіонів
З 2007 р. — Народний депутат України 6-го скликання від Партії регіонів, № 171 в списку.
З 2012 р. — Народний депутат України 7-го скликання від Партії регіонів. № 58 в списку. Голова Комітету Верховної Ради у закордонних справах.